# Morne Watt
Der Morne Watt ist ein Schichtvulkan im Südosten des Inselstaates Dominica. Mit einer Höhe von 1224 m ist er der dritthöchste Berg des Landes.
Der Berg befindet sich südöstlich des Trois-Pitons-Gebiets östlich der Hauptstadt Roseau. An seiner Flanke liegen das Valley of Desolation und das Thermalgebiet des Boiling Lake.
Der letzte Ausbruch des Vulkans datiert vom Juli 1997.